# Abborregöl, Östergötland
Abborregöl är en sjö i Kinda kommun i Östergötland och ingår i Motala ströms huvudavrinningsområde.